# Université centrale de Kinshasa
L’université centrale de Kinshasa est une université publique de  la république démocratique du Congo, située dans la province du Kinshasa, district de Tanganika, ville de Kinshasa. Sa langue d'enseignement est le français.

## Histoire
Elle devient autonome en 2010 à la suite de l'arrêté ministériel N° 157/MINESU/CABMIN/EBK/PK/2010 du 27 septembre 2010, portant autonomisation de quelques extensions des établissements de l’enseignement supérieur et universitaire.

## Facultés
- Faculté d'Agronomie
- Faculté de Droit
- Faculté de Médecine
- Faculté des Sciences sociales, politiques et administratives
- Faculté des Sciences économiques et de gestion
- Faculté de Santé publique